# George Zarafu
George Zarafu (1933-2019) este un epigramist român și autor de cărți pentru copii. 

## Lucrări
- Miau, o pisica galbena și mică (Ed. Ion Creanga,1975)
- Căluțul de ciocolată (Ed. Junimea, 1989)
- Moș Bărbuță la Polul Nord (Carte de colorat pentru copii în vârstă de 3-4 ani) (Ed. Medicală, 2006)
- Moș Bărbuță în Africa (Carte de colorat pentru copii în vârstă de 3-4 ani) (Ed. Medicală, 2006)
- Proverbe, ghicitori și strigături. Redactor Gheorghe Zarafu, Editura Lucman, 2006.